# Três de Maio
thumb
Três de Maio este un oraș în Rio Grande do Sul (RS), Brazilia.